# 日本聯賽盃
日本聯賽盃（或稱作YBC Levain盃）由日本職業務足球聯盟主辦的國內盃賽。賽事於1992年舉辦第一屆起，即由日本著名麵包店山崎麵包旗下製餅公司山崎餅乾(前稱為山崎Nabisco)冠名贊助至今，命名為「日職聯YBC Levain盃」(J.League YBC Levain Cup)（簡稱為「Levain盃」）。
由於日職聯規條問題，「日本聯賽盃」在日本國內官方名為「聯賽盃」，與日職或日乙的「聯賽」區分。而日本國內媒體多以「Levain盃」或「日本聯賽盃」作為賽事名稱。但作為日本公共廣播機構的日本放送協會(NHK)不可以用贊助商名字報導賽事，所以NHK報導日本聯賽盃賽事時，僅會以「日本聯賽盃」稱呼。
而「日本聯賽盃」、日本職業足球聯盟和天皇盃在日本國内合稱為3大錦標，冠軍球隊會得到「日本聯賽盃」獎盃（主席盃）和「YBC Levain盃」獎盃。

## 歷史
1992年，由於日職聯的成立，賽會決定舉辦第一屆「聯賽盃」作為新舊制聯賽的過渡，亦被視為日職聯前哨戰。而往後的賽事將在聯賽展開期間舉行，但由於1995年日職聯變革，當年並沒有舉辦「聯賽盃」。
第一屆賽事由於被視作前哨戰，由「日職聯創始10隊」參加。至於1993年、1994年、1997年、1998年的賽季，則由日職聯全部球會及有意加入日職聯的準加盟球會參賽。到了1999年，日乙成立，聯賽盃改由「J1」及「J2」兩個級別的全部球隊以主客制淘汰賽形式進行，而決賽則以一場過在中立場舉行，而這個賽制維持至2001年賽季。到了2002年，日本職業務足球聯盟開始參考歐洲模式的「聯賽盃」，為賽事進行改革。同年，由於「J2」的聯賽賽事改為四循環，在賽事過密情況下，「聯賽盃」改為只由「J1」球隊參加，並以「先分組賽，後淘汰賽」形式進行，以維持賽事數目。
一般情況，決賽會以一場過進行，而決賽地點在東京的國立霞丘陸上競技場上演（但1994年的決賽卻在神戶的世大運紀念體育場舉行。而由於1997年的決賽以主客制上演，該屆賽事並沒有安排在國立霞丘陸上競技場進行）。
由2007年開始，優勝隊伍將得翌年夏季舉行的駿河銀行錦標賽參賽資格。
2010年5月，由1992年第一屆賽事舉行以來，入場人數突破1000萬。而同年10月，「聯賽盃」亦舉行了1000場賽事。
在2012年，適逢「聯賽盃」踏入第二十屆，賽會向「健力士世界紀錄」申請「由同一贊助商贊助最長時間的盃賽」的世界紀錄，並於2013年得到確認。而賽事的冠軍獎金為1億日圓，亦是體育大會方面的世界最高金額紀錄，並得到健力士公認。
由於山崎Nabisco在1970年成立時就與納貝斯克簽訂，長達46年的生產協議於2016年到期後不再續約，山崎Nabisco由同年9月1日起更名為山崎餅乾，「日職聯山崎Nabisco盃」亦在8月31日起改以山崎餅乾旗下Levain餅乾冠名，稱作「日職聯YBC Levain盃」。新名字於同日開始的2016球季八強賽事開始使用。

## 賽制
大會將在球季開始前制定球賽日期，通常會在奧林匹克運動會、世界盃足球賽或國際足球賽事期間進行。
2018年賽制
分組賽
由「J1」所屬球隊參加。然而，出席當年亞冠聯賽的球隊則被視作「種子隊」(包括一隊外圍賽球隊，若成功晉級)，豁免參與分組賽。
其餘「J1」球隊加上2017年「J1」第16位及17位球隊共16隊，分成4組， 以雙循環模式進行。
若該亞冠外圍賽球隊未能晉級，則該隊取代2017年J1第17位球隊參加聯賽盃分組賽。
四隊參加亞冠分組賽情況下，每組得分最高的兩隊(共八隊)進行兩回合附加賽決定四隊出線隊伍。
三隊參加亞冠分組賽情況下，每組得分最高的兩隊及兩隊較佳成績之小組第三(共十隊)進行兩回合附加賽決定五隊出線隊伍。
2020年由於受到新冠疫情影響，分組賽改為單循環模式，並只有四隊首名及最佳次名出線八強賽。
淘汰賽
會以「主客淘汰制」模式進行。
勝出場次較多者晉級。若遇上1勝1負，則會參考「得失球差」「作客入球優惠（2006年開始）」這個順序來決定。若然比分相同，會進行上下半場各十五分鐘的加時賽，在加時賽期間「作客入球優惠」並不適用。假如比分沒有改變，則要以點球決定勝負。
決賽
一般會安排在11月3日（日本國的文化日）在國立霞丘陸上競技場上演。若然90分鐘過後比分相同，會進行上下半場各十五分鐘的加時賽。假如比分仍沒有改變，則要以點球決定勝負。由於國立霞丘陸上競技場在2014年7月被清拆重建，由該年起決賽地點更改至埼玉2002體育場。
準決賽的賽事日常在星期三進行，但這些日子多為國際足球賽事日，部份球隊的主力球員會被徵召到日本國家足球隊，這或多或少影響參賽球隊的實力。
由於2011年發生東日本大震災，賽事需要緊急改制，當屆大會改為「淘汰賽」進行。賽事於翌年回復正常賽例。
2023年賽制
分組賽
包括參加亞冠聯賽的J1球隊在內所有球隊均參加分組賽。
20支球隊分成5個小組，每組首名及最佳成績的三組次名球隊出線。
2024年賽制
分組賽
由J1、J2及J3聯賽所屬球隊參加。
參加亞冠聯賽的3支球隊則被視作「種子隊」，豁免參與分組賽。
其餘57支球隊分成10個小組，進行單循環分組賽，每組首名出線。
淘汰賽
從分組賽出線的10支球隊進行主客淘汰賽，勝出者進入八強賽。
參加亞冠聯賽的3支球隊從八強賽加入賽事。
2025年賽制
第一階段
由J1、J2及J3聯賽所屬球隊參加。
參加亞冠精英聯賽的3支球隊、亞冠二級聯賽的1支球隊及世界冠軍球會盃的1支球隊則被視作「種子隊」，豁免參與第一階段比賽。
其餘55支球隊進行共三回合的單場淘汰賽。
淘汰賽
從第一階段出線的7支球隊連同参加亞冠二級聯賽的1支球隊共8隊進行主客淘汰賽，勝出者進入八強賽。
參加亞冠精英聯賽的3支球隊及世界冠軍球會盃的1支球隊從八強賽加入賽事。

### 決賽的上演
本賽事的決賽安排有別於其他盃賽；
公佈出場名單
雙方球隊的「駐場DJ」會到達會場，並以雙方在主場出賽時的方式公佈名單（包括大型屏模的畫像等）。而公佈名單之前，也會介紹「駐場DJ」。
人文字
2000年代開始，在球員出場期間進行。2003年參賽球隊浦和紅鑽的球迷，在球員出場及半場休息期間，進行人文字打氣，當時除了對手鹿島鹿角打氣區外，全場被「浦和」所屬顏色「紅」「白」「黒」3色包圍。2012年，第二十屆決賽上演，主辦單位在國立霞丘陸上競技場的副看台舉行人文字來紀念賽事。

## 歷屆決賽
| * | 賽事進入加時賽                               |
|   | 賽事於加時賽後仍然賽和，需要以互射十二碼決勝 |

| 球季 | 冠軍                       | 比數         | 亞軍             | 球場                               |
| ---- | -------------------------- | ------------ | ---------------- | ---------------------------------- |
| 1992 | 川崎讀賣                   | 1–0          | 清水心跳         | 東京，國立霞丘陸上競技場           |
| 1993 | 川崎讀賣                   | 2–1          | 清水心跳         | 東京，國立霞丘陸上競技場           |
| 1994 | 川崎讀賣                   | 2–0          | 磐田山葉         | 神戶市，神戶綜合運動公園陸上競技場 |
| 1995 | 沒有舉行                   | 沒有舉行     | 沒有舉行         | 沒有舉行                           |
| 1996 | 清水心跳                   | 3–3（5–4 p） | 川崎讀賣         | 東京，國立霞丘陸上競技場           |
| 1997 | 鹿島鹿角                   | 2–1          | 磐田山葉         | 磐田市，山葉體育場                 |
| 1997 | 鹿島鹿角                   | 5–1          | 磐田山葉         | 鹿嶋市，茨城縣立鹿嶋足球場         |
| 1997 | 鹿島鹿角 總比數以 7–2 勝出 |              |                  |                                    |
| 1998 | 磐田山葉                   | 4–0          | 千葉市原         | 東京，國立霞丘陸上競技場           |
| 1999 | 柏雷素爾                   | 2–2（5–4 p） | 鹿島鹿角         | 東京，國立霞丘陸上競技場           |
| 2000 | 鹿島鹿角                   | 2–0          | 川崎前鋒         | 東京，國立霞丘陸上競技場           |
| 2001 | 橫濱水手                   | 0–0（3–1 p） | 磐田山葉         | 東京，國立霞丘陸上競技場           |
| 2002 | 鹿島鹿角                   | 1–0          | 浦和紅鑽         | 東京，國立霞丘陸上競技場           |
| 2003 | 浦和紅鑽                   | 4–0          | 鹿島鹿角         | 東京，國立霞丘陸上競技場           |
| 2004 | FC東京                     | 0–0（4–2 p） | 浦和紅鑽         | 東京，國立霞丘陸上競技場           |
| 2005 | 千葉市原                   | 0–0（5–4 p） | 大阪飛腳         | 東京，國立霞丘陸上競技場           |
| 2006 | 千葉市原                   | 2–0          | 鹿島鹿角         | 東京，國立霞丘陸上競技場           |
| 2007 | 大阪飛腳                   | 1–0          | 川崎前鋒         | 東京，國立霞丘陸上競技場           |
| 2008 | 大分三神                   | 2–0          | 清水心跳         | 東京，國立霞丘陸上競技場           |
| 2009 | FC東京                     | 2–0          | 川崎前鋒         | 東京，國立霞丘陸上競技場           |
| 2010 | 磐田山葉                   | 5–3*         | 廣島三箭         | 東京，國立霞丘陸上競技場           |
| 2011 | 鹿島鹿角                   | 1–0*         | 浦和紅鑽         | 東京，國立霞丘陸上競技場           |
| 2012 | 鹿島鹿角                   | 2–1*         | 清水心跳         | 東京，國立霞丘陸上競技場           |
| 2013 | 柏雷素爾                   | 1–0          | 浦和紅鑽         | 東京，國立霞丘陸上競技場           |
| 2014 | 大阪飛腳                   | 3–2          | 廣島三箭         | 埼玉市，埼玉2002體育場             |
| 2015 | 鹿島鹿角                   | 3–0          | 大阪飛腳         | 埼玉市，埼玉2002體育場             |
| 2016 | 浦和紅鑽                   | 1–1（5–4 p） | 大阪飛腳         | 埼玉市，埼玉2002體育場             |
| 2017 | 大阪櫻花                   | 2–0          | 川崎前鋒         | 埼玉市，埼玉2002體育場             |
| 2018 | 湘南比馬                   | 1–0          | 橫濱水手         | 埼玉市，埼玉2002體育場             |
| 2019 | 川崎前鋒                   | 3–3（5–4 p） | 北海道札幌岡薩多 | 埼玉市，埼玉2002體育場             |
| 2020 | FC東京                     | 2–1          | 柏雷素爾         | 東京，國立競技場                   |
| 2021 | 名古屋鯨魚                 | 2–0          | 大阪櫻花         | 埼玉市，埼玉2002體育場             |
| 2022 | 廣島三箭                   | 2–1          | 大阪櫻花         | 東京，國立競技場                   |
| 2023 | 福岡黃蜂                   | 2–1          | 浦和紅鑽         | 東京，國立競技場                   |
| 2024 | 名古屋鯨魚                 | 3–3（5–4 p） | 新潟天鵝         | 東京，國立競技場                   |

## 統計記録

### 球會成績
| 球會             | 冠軍 | 亞軍 | 冠軍年份                           | 亞軍年份                     |
| ---------------- | ---- | ---- | ---------------------------------- | ---------------------------- |
| 鹿島鹿角         | 6    | 3    | 1997, 2000, 2002, 2011, 2012, 2015 | 1999, 2003, 2006             |
| 川崎讀賣         | 3    | 1    | 1992, 1993, 1994                   | 1996                         |
| FC東京           | 3    | 0    | 2004, 2009, 2020                   | －                           |
| 浦和紅鑽         | 2    | 5    | 2003, 2016                         | 2002, 2004, 2011, 2013, 2023 |
| 磐田山葉         | 2    | 3    | 1998, 2010                         | 1994, 1997, 2001             |
| 大阪飛腳         | 2    | 3    | 2007, 2014                         | 2005, 2015, 2016             |
| 千葉市原         | 2    | 1    | 2005, 2006                         | 1998                         |
| 柏雷素爾         | 2    | 1    | 1999, 2013                         | 2020                         |
| 名古屋鯨魚       | 2    | 0    | 2021, 2024                         | －                           |
| 清水心跳         | 1    | 4    | 1996                               | 1992, 1993, 2008, 2012       |
| 川崎前鋒         | 1    | 4    | 2019                               | 2000, 2007, 2009, 2017       |
| 橫濱水手         | 1    | 1    | 2001                               | 2018                         |
| 大阪櫻花         | 1    | 2    | 2017                               | 2021, 2022                   |
| 廣島三箭         | 1    | 2    | 2022                               | 2010, 2014                   |
| 大分三神         | 1    | 0    | 2008                               | －                           |
| 湘南比馬         | 1    | 0    | 2018                               | －                           |
| 福岡黃蜂         | 1    | 0    | 2023                               | －                           |
| 北海道札幌岡薩多 | 0    | 1    | －                                 | 2019                         |
| 新潟天鵝         | 0    | 1    | －                                 | 2024                         |

### 個人記録
入球次數最多：26球（中山雅史）（磐田、札幌）。
出場次數最多：106場（山田暢久）（浦和）。

### 都市傳言
奪冠球隊在往後表現都會低迷，例如1992、1993和1994年冠軍川崎讀賣（現東京綠茵）、1999年冠軍柏雷素爾、2004和2009年冠軍FC東京、2005和2006年冠軍千葉市原、2007年冠軍大阪飛腳、2008年冠軍大分三神，都先後降至「J2」聯賽。當時大分三神和FC東京更是在奪冠翌年便遭到降班厄運。2010年冠軍磐田山葉在2013年賽季也在降班邊緣。

## 獎項獎金

### 球隊獎項
賽事的頒獎規格及模式由日職聯第5條條目制定。以下為2012年賽事的獎金資料。
| 冠軍                     | 1億日元獎金、聯賽盃獎盃、獎牌、贊助商獎盃（山崎Nabisco盃） |
| 亞軍                     | 5000萬日元獎金、聯賽盃盾、獎牌                             |
| 3位（2支於四強落敗球隊） | 每隊均得到2000萬日元獎金、聯賽盃盾                         |

### 最有價值球員
根據日職聯賽會規定，最有價值球員將會在「聯賽盃賽事中選出，並會獲頒獎金與獎座」，但沒有具體的選出辦法（過往有由冠軍球隊中選出的慣例）。
得獎者將會得到紀念獎座及100萬日元獎金。
| 屆數 | 年度   | 球員            | 所屬球會   | 位置 | 國籍     |
| ---- | ------ | --------------- | ---------- | ---- | -------- |
| 1    | 1992年 | 三浦知良        | 川崎讀賣   | FW   | 日本     |
| 2    | 1993年 | 卑斯麥          | 川崎讀賣   | MF   | 巴西     |
| 3    | 1994年 | 卑斯麥          | 川崎讀賣   | MF   | 巴西     |
| 4    | 1996年 | 山度士          | 清水心跳   | MF   | 巴西     |
| 5    | 1997年 | 佐真奴          | 鹿島鹿角   | MF   | 巴西     |
| 6    | 1998年 | 川口信男        | 磐田山葉   | FW   | 日本     |
| 7    | 1999年 | 渡邊毅          | 柏雷素爾   | DF   | 日本     |
| 8    | 2000年 | 中田浩二        | 鹿島鹿角   | MF   | 日本     |
| 9    | 2001年 | 榎本達也        | 橫濱水手   | GK   | 日本     |
| 10   | 2002年 | 小笠原滿男      | 鹿島鹿角   | MF   | 日本     |
| 11   | 2003年 | 田中達也        | 浦和紅鑽   | FW   | 日本     |
| 12   | 2004年 | 土肥洋一        | FC東京     | GK   | 日本     |
| 13   | 2005年 | 立石智紀        | 千葉市原   | GK   | 日本     |
| 14   | 2006年 | 水野晃樹        | 千葉市原   | MF   | 日本     |
| 15   | 2007年 | 安田理大        | 大阪飛腳   | DF   | 日本     |
| 16   | 2008年 | 高松大樹        | 大分三神   | FW   | 日本     |
| 17   | 2009年 | 米本拓司        | FC東京     | MF   | 日本     |
| 18   | 2010年 | 前田遼一        | 磐田山葉   | FW   | 日本     |
| 19   | 2011年 | 大迫勇也        | 鹿島鹿角   | FW   | 日本     |
| 20   | 2012年 | 柴崎岳          | 鹿島鹿角   | MF   | 日本     |
| 21   | 2013年 | 工藤壯人        | 柏雷素爾   | FW   | 日本     |
| 22   | 2014年 | 帕特里克        | 大阪飛腳   | FW   | 巴西     |
| 23   | 2015年 | 小笠原滿男      | 鹿島鹿角   | MF   | 日本     |
| 24   | 2016年 | 李忠成          | 浦和紅鑽   | FW   | 日本     |
| 25   | 2017年 | 杉本健勇        | 大阪櫻花   | FW   | 日本     |
| 26   | 2018年 | 杉岡大暉        | 湘南比馬   | DF   | 日本     |
| 27   | 2019年 | 新井章太        | 川崎前鋒   | GK   | 日本     |
| 28   | 2020年 | 李安度          | FC東京     | MF   | 巴西     |
| 29   | 2021年 | 稻垣祥          | 名古屋鯨魚 | MF   | 日本     |
| 30   | 2022年 | 比耶路·蘇迪列奧 | 廣島三箭   | FW   | 賽普勒斯 |
| 31   | 2023年 | 前寛之          | 福岡黃蜂   | MF   | 日本     |
| 32   | 2024年 | 米切爾·朗格拉克         | 名古屋鯨魚 | GK   |          |

- 直至2021年，只卑斯麥及小笠原滿男奪得多過1次（2次）。

### 新星獎
在1996年創立，為當屆賽事選出由準決賽開始最活躍的23歲以下球員。這個聯賽盃新人王的得獎者，日後多被選入日本國家足球隊。這項賽事亦為日本足球界提供一個機會讓球員大躍進，使新人球員有一登龍門的機會。
獲選條件會賽事開幕日前，該球員未滿23歲及並未奪得此項新星獎。通常由傳媒以1人1票方式進行（直至2012年），而且被選出的球員多為準決賽球隊的球員，直至2012年，唯一例外的是1996年得獎的名波浩，當年磐田山葉在分組賽被淘汰）。獎項會在決賽日前的夜祭作頒獎。
得獎者會得到50萬日元獎金、新星獎獎座、及得到1年任食「山崎餅乾」公司的製品。
| 屆數 | 年度   | 球員       | 所屬球會   | 位置 | 國籍 |
| ---- | ------ | ---------- | ---------- | ---- | ---- |
| 4    | 1996年 | 名波浩     | 磐田山葉   | MF   | 日本 |
| 4    | 1996年 | 齊藤俊秀   | 清水心跳   | DF   | 日本 |
| 5    | 1997年 | 三浦淳宏   | 橫濱飛翼   | MF   | 日本 |
| 6    | 1998年 | 高原直泰   | 磐田山葉   | FW   | 日本 |
| 7    | 1999年 | 佐藤由紀彥 | FC東京     | MF   | 日本 |
| 8    | 2000年 | 鈴木隆行   | 鹿島鹿角   | FW   | 日本 |
| 9    | 2001年 | 曽端準     | 鹿島鹿角   | GK   | 日本 |
| 10   | 2002年 | 坪井慶介   | 浦和紅鑽   | DF   | 日本 |
| 11   | 2003年 | 田中達也   | 浦和紅鑽   | FW   | 日本 |
| 12   | 2004年 | 長谷部誠   | 浦和紅鑽   | MF   | 日本 |
| 13   | 2005年 | 阿部勇樹   | 千葉市原   | MF   | 日本 |
| 14   | 2006年 | 谷口博之   | 川崎前鋒   | MF   | 日本 |
| 15   | 2007年 | 安田理大   | 大阪飛腳   | DF   | 日本 |
| 16   | 2008年 | 金崎夢生   | 大分三神   | MF   | 日本 |
| 17   | 2009年 | 米本拓司   | FC東京     | MF   | 日本 |
| 18   | 2010年 | 高萩洋次郎 | 廣島三箭   | MF   | 日本 |
| 19   | 2011年 | 原口元氣   | 浦和紅鑽   | FW   | 日本 |
| 20   | 2012年 | 石毛秀樹   | 清水心跳   | MF   | 日本 |
| 21   | 2013年 | 齋藤學     | 橫濱水手   | FW   | 日本 |
| 22   | 2014年 | 宇佐美貴史 | 大阪飛腳   | FW   | 日本 |
| 23   | 2015年 | 赤崎秀平   | 鹿島鹿角   | FW   | 日本 |
| 24   | 2016年 | 井手口陽介 | 大阪飛腳   | MF   | 日本 |
| 25   | 2017年 | 西村拓真   | 仙台維加泰 | FW   | 日本 |
| 26   | 2018年 | 遠藤溪太   | 橫濱水手   | MF   | 日本 |
| 27   | 2019年 | 中村敬斗   | 大阪飛腳   | FW   | 日本 |
| 28   | 2020年 | 瀨古步夢   | 大阪櫻花   | DF   | 日本 |
| 29   | 2021年 | 鈴木彩艷   | 浦和紅鑽   | GK   | 日本 |
| 30   | 2022年 | 北野颯太   | 大阪櫻花   | FW   | 日本 |

- 直至2021年，只有田中達也、安田理大和米本拓司同時奪得「最有價值球員」和「新星獎」。
- 2000年的鈴木隆行在同年聯賽盃開始時，被借至川崎前鋒，當時他以川崎球員身份出賽2次沒有入球。
- 2019年的中村敬斗在同年7月的轉會到荷蘭甲組足球聯賽的特温特足球俱樂部，所以沒有出賽淘汰賽。

## 備注
1. ↑  Jリーグについて - ターミノロジー 的存檔，存档日期2013-08-17. - 日職聯官方網站
2. ↑  NHK在轉播有冠名贊助商的比賽和活動時，不寫贊助商的名字。
3. ↑  在此之前，JSL時代的聯賽杯包括JSL盃和柯尼卡盃，前者由甲級和乙級聯賽的所有球隊參加，後者從1990年開始有兩年只對甲級球隊開放。
4. ↑  20回目のファイナルを彩った若者たち 的存檔，存档日期2014-04-12. - SportsNavi
5. ↑  【Ｊリーグヤマザキナビスコカップ】「Longest sponsorship of a professional football competition」としてギネス世界記録に認定 的存檔，存档日期2013-05-27. - 日職聯官方網站
6. ↑  . RSSSF.   [2017年6月7日]. （原始内容存档于2013年12月3日）.
7. ↑  在札幌時沒有在日本聯賽盃中出場。
8. ↑  .   [2012-11-04]. （原始内容存档于2013-03-02）.
9. ↑  .   [2012-11-04]. （原始内容存档于2013-03-02）.
10. ↑  .   [2011-10-17]. （原始内容存档于2013-05-17）.
11. ↑  日職聯頒獎規定PDF